# Benzile

Gruppo benzilico in alcuni composti e nel radicale benzilico

In chimica organica, il termine benzile identifica un gruppo funzionale di formula C6H5-CH2- (talvolta abbreviato Ph-CH2- o Bn-).
È caratterizzato da un anello benzenico legato a un ponte metilene (-CH2-) Deriva dal toluene in seguito alla perdita di un atomo di idrogeno e non va confuso con il fenile che invece deriva direttamente dal benzene.
Il termine benzile identifica anche il corrispondente ione o radicale (che sono chiamati più propriamente ione benzilico e radicale benzilico) in cui il metilene porta rispettivamente una carica o un elettrone spaiato.
La posizione benzilica è dotata di particolare reattività in quanto è in grado di generare intermedi ionici o radicalici dotati di elevata stabilità grazie al contributo dell'anello benzenico con la stabilizzazione per risonanza.

## Gruppo protettivo
Nella sintesi organica, il benzile viene frequentemente utilizzato come gruppo protettivo di alcoli, fenoli e acidi carbossilici. Per esempio, un alcool può essere fatto reagire con bromuro di benzile portando alla formazione di un legame etereo resistente a molte reazioni. Il gruppo protettivo può essere successivamente rimosso tramite idrogenazione.